# Bradyrhizobium huanghuaihaiense
Bradyrhizobium huanghuaihaiense (лат.) — вид бактерий из рода Bradyrhizobium. Типовые штаммы: CCBAU 23303, CGMCC 1.10948, HAMBI 3180, LMG 26136, strain A4228.